# The Golden Path
«The Golden Path» es una canción del dúo británico de big beat, The Chemical Brothers, con la colaboración de la banda estadounidense The Flaming Lips. Fue lanzado como sencillo promocional del álbum compilatorio Singles 93-03, a su vez es una de las dos canciones nuevas que la componen. Las voces principales fueron interpretadas por Wayne Coyne con los coros de Steven Drozd. Alcanzó el número 17 en la lista de éxitos del Reino Unido.

## Video musical
El video, dirigido por Chris Milk, involucra a un oficinista, interpretado por Fran Kranz en un entorno de una oficina gris y deprimente, soñando con un mundo más colorido lleno de alegría y bailando alrededor del sol. The Chemical Brothers hacen un breve cameo como gemelos siameses conmemorados en una placa en la pared como "empleados del mes".

## Lista de canciones
- CD CHEMSD18[4]

1. «The Golden Path» – 4:46
2. «Nude Night» – 6:17
3. «The Golden Path» (Ewan Pearson Extended Vocal) – 6:35

- DVD CHEMSDVD18[4]

1. «The Golden Path» (Video) – 3:58
2. «The Golden Path» (Edit) – 3:59
3. Dexter's International Scribble Mix – 3:35
4. «The Golden Path» (Ewan's Rave Hell Dub) – 6:55

- 12" CHEMST18[4]

1. «The Golden Path» – 4:46
2. «Nude Night» – 6:17

## Posicionamiento en listas
| Lista (2003)                      | Mejor posición |
| --------------------------------- | -------------- |
| Escocia (Scottish Singles Top 40) | 16             |
| España (Top 100 Canciones)        | 10             |
| Irlanda (IRMA)                    | 20             |
| Italia (FIMI)                     | 32             |
| Reino Unido (UK Singles Chart)    | 17             |
| Reino Unido (UK Dance Chart)      | 2              |